# ما بعد الرومانسية

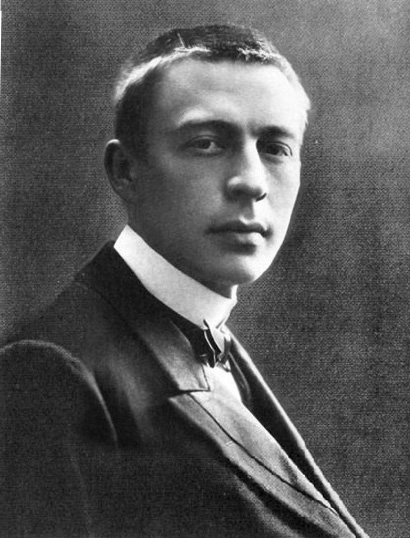

ما بعد الرومانسية هي حركة فنية وجمالية وثقافية، نشأت بعد تيار الرومانسية خلال النصف الثانى من القرن العشرين للميلاد، وقد ظهرت هذه الحركة كمحاولة توافق بين الرومانسية والواقعية؛ حيث أنها تتضمن كُتاب متنوعين في أساليبهم الجمالية حتى وصلت لذروتها في فرنسا عند ظهور مذهب البارنسية والرمزية. وبعد هذه الحركة الفنية ظهر تيار الحداثة في إسبانيا وأمريكا اللاتينية. وفقاً للبيان المستقلبى للأديب فيليبو توماسو مارينيتى عام 1909 يقول فيه: أن حركة ما بعد الرومانسية كانت تهدف إلى الهجوم على حركة الطليعية.

## الخصائص
لقد تمرد كُتاب هذه الحركة على شكل الحياة البرجوازية؛ فمنهم من لجأ إلى الوحدة والحياة الفردية، ومنهم من لجأ إلى فصل شخصيته البرجوازية عن الأدبية (أي فصل الأدب عن الأخلاق) عن طريق خلق أقنعة لهوية أدبية خيالية كما في رواية «صورة دوريان غراى» للكاتب الإيرلندى أوسكار وايلد ورواية «الدكتور جيكل والسيد هايد» للكاتب الإسكتلندى ستيفينسون، فمع انعدام الهوية البرجوازية انتشرت ظاهرة عدم الخضوع للقوانين والأعراف.
كان الكُتاب يرغبون في الهروب من حالة الضيق التي يتسبب فيها نفاق المجتمع وانتشار الرذائل فيه (مثل تناول الكحول والمخدرات) الأمر الذي كان يصل بهم في كثير من الأحيان إلى انتحارهم أو فقدان عقلهم.
وفيما يتعلق بالأعمال المسرحية والقصصية ستظل ذات طابع واقعى؛ فهناك روايات تحتوى على عناصر رمزية خفية مثل أعمال هارمين مليفل، أو روايات تحتوى على تفاصيل تاريخية لمغامرات الملكة الإنجليزية فكتوريا، ولكن هذه الروايات دائماً ما تعكس شئ من التناقض مثل أعمال روبرت لويس ستيفينون وجوزيف كونراد وآرثر كونان دويل. في حين أن المسرح استمر محاكياً لأساليب مذهب الرمزية. وعلى العكس تمامأ في الشعر؛ فقد ظل على نهج تيار الرومانسية، يبحث عن كل ما هو فردى وذاتى وشخصى ويلجأ في بعض الأوقات إلى المنولوج الدرامى الذي من خلاله يقوم الشاعر بتجسيد صوت الأشخاص الخيالية والأدبية والتاريخية الحقيقية. خلال هذه الحركة فقد الشعر الاهتمام بالتمرد على كل ما هو تاريخي، ويركز الانتباه على كل ما هو عاطفي، ولم يحتوى على عناصر سردية بفضل وجود الغناء الشعري؛ فهو شعر يميل أكثر إلى كل ما هو شخصى وذاتى ويتفادى تكلف الفصاحة والبلاغة، ولكن بعد ذلك عاد الشعر الغنائى التأملى الذي يبحث عن الرموز الشخصية والجمال. وكان يبحث أيضاً عن اشكال جديدة للوزن والقافية في القصائد واتسم بتعدد الموضوعات الشعرية. يعبر شعر هذا التيار عن حالة الضيق التي يشعر بها الشعراء بسبب الصراعات القائمة بين مذهبى الرومانسية والواقعية والتي لا يكمن تجاوزها وذلك ما يفسر نظرتهم التشائمية في الحياة (فيليب ماينلاندر وإدوارد فون هارتمان).
ومن الروائيين الذين ينتمون لهذه الحركة هرمان مليفل وتوماس كارليل وجوستاف فلوبير صاحب رواية «مدام بوفارى» ولورد ألفريد تنيسون وأوسكار وايلد وإيلزابث باريت برونينج وهم أيضاً شعراء. وفي إيطاليا ظهر الكاتب جينفنى باسكولى.
وفي مجال الموسيقى اندمج كلاً من الرومانسية والباروكية في أعمال يوهانس برامس وسيرجي رخمانينوف وجاكومو بوتشيني(لابوهمى ومدام بنرفلاى) وتشارل جونود وبيتر إليتش تشايكوفسكي وأيضاً غوستاف مالر.
وفي إسبانيا يوجد أيضاً شعراء ينتمون إلى هذا التيار مثل جوستابو أدولفو بيكر وروساليا دي كاسترو وأوغسطو فيران ولويس أنطونيو راميراث مارتينث إجروتيرو وريكاردو بلانكو اسينخو ومانويل دى لاريبيا وخوسيه بيلاسكيث وخوسيه كامبو_أرانا. ومن كُتاب المسرح ظهر خوسيه إتشيغاراى وخواكين ديثنتا. وإلى هذا التيار نستطيع أن نضيف مجموعة من البوهيميين والملعونين مذكورة من خلال خواكين ديثنتا ومانويل باسو وبيدروا سكاميا وروبرتو روبرت.